# مارتا رابی
مارتا دوبینا رابی (به انگلیسی: Martha Dubina Roby) نمایندهٔ حوزه انتخابیه دوم آلاباما از حزب جمهوری‌خواه ایالات متحده آمریکا در مجلس نمایندگان ایالات متحده آمریکا است که برای نخستین‌بار در ۶ ژانویه ۲۰۱۱ میلادی به‌عضویت این مجلس درآمد.